# Anufrievia arboridula
Anufrievia arboridula är en insektsart som beskrevs av Irena Dworakowska 1970. Anufrievia arboridula ingår i släktet Anufrievia och familjen dvärgstritar.
Artens utbredningsområde är Vietnam. Inga underarter finns listade i Catalogue of Life.